# Eszterhás György
Eszterhás György (Ólubló, Szepes vármegye, 1916. június 8. – Lisbon, New Hampshire, USA, 2002. augusztus 22.) magyar jogász, politikus, a Független Kisgazdapárt és a Demokrata Néppárt országgyűlési képviselője.

## Élete

### Gyermek- és ifjúkora
A 18. században Magyarországra betelepült sváb család leszármazottja. Fölker József (1885-1930) köztisztviselő és Cserneczky Gizella (1887-1978) harmadik gyermeke. Római katolikus vallásban nevelkedett.
Az elemi iskoláját Berettyóújfaluban végezte. Középiskolai tanulmányait a debreceni piarista gimnáziumban és a makói Állami Csanád Vezér Reálgimnáziumban folytatta, végül a győri bencés főgimnáziumban érettségizett 1934-ben. Felsőfokú tanulmányait a Királyi Magyar Pázmány Péter Tudományegyetem Jog- és Államtudományi Karán végezte, ahol a jogi stúdiumokat 1940-ben fejezte be, az államtudományi oklevelet 1942-ben Pécsett szerezte meg.
Már diákkorában kapcsolatba került a katolikus ifjúsági mozgalmakkal. Tagja lett a Foederatio Emericanának, s három éven át a Szent István Bajtársi Közösség főtitkára volt.

### Politikai pályája 1945 előtt
1937-ben köztisztviselői pályára lépett, a Belügyminisztériumban dolgozott. Id. Antall József menekültügyi főbiztos vezetésével részt vett a lengyel menekültek elhelyezésének megszervezésében és lengyel katonák Jugoszláviába menekítésében. (Lengyel menekültek Magyarországon 1939–1945) 1940-ben a BM-es munkája és kapcsolatai révén jelentős anyagi támogatást biztosított a Katolikus Agrárifjúsági Legényegyletek Országos Testülete népfőiskolájának felállításához. 1941-ben bevonult katonának. 1944-ben az Országos Szociális Felügyelőségen dolgozott.
1937-ben belépett a Független Kisgazdapártba. Egyetemista társai között aktív propagandát fejtett ki a párt mellett. A német megszállás idején részt vett az ellenállási mozgalomban. Kisgazdapárti kapcsolatai miatt 1944 decemberében a nyilasok németellenes szervezkedés címén vád alá helyezték, de a bíróság nem indította meg ellene az eljárást.

### Politikai tevékenysége a koalíciós időszakban
1945 tavaszától a pártélet megszervezése kötötte le energiáját. Varga Béla, az FKGP budapesti szervezete elnökének a titkára lett, aktívan részt vett a párt fővárosi szervezkedésének megindításában. Tagja lett a náci és nyilas háborús bűntettek kivizsgálására megalakult bizottságnak. 1945 októberétől 1948 decemberéig tagja a Budapest törvényhatósági bizottságának.
1945. november 4-i nemzetgyűlési választáson a nagy-budapesti választókerületben nemzetgyűlési mandátumot nyert. A kisgazdák frakciójában a katolikus képviselőcsoporthoz tartozott. Jelentős szerepe volt abban, hogy a kisgazdapárt elérte a B-lista felülvizsgálatát, és több mint húszezer köztisztviselőt visszahelyeztek korábbi állásába.
A Baloldali Blokk nyomására több társával együtt 1947 márciusában kilépett a Független Kisgazdapártból. Néhány hónapig párton kívüli képviselőként tevékenykedett, majd katolikus meggyőződését követve csatlakozott a Demokrata Néppárthoz. A párt képviseletében részt vett az országgyűlési választásokat előkészítő pártközi tárgyalásokon, majd az 1947. augusztus 31-i országgyűlési választások előtt ő vezette a DNP kampányát. Heves és Nógrád-Hont vármegyei választókerületben szerzett mandátumot. 1947 szeptemberétől pártja végrehajtó bizottsági tagja és országos pártigazgató. Mindszenty József esztergomi érsek letartóztatása, majd Barankovics István pártfőtitkár emigrálása után, 1949. február elején a DNP Végrehajtó Bizottsága nevében néhány társával együtt feloszlatta a pártot, hogy elkerüljék a szervezet beolvasztását a népfrontba. (A párt feloszlatása azonban nem a párt alapszabálya szerint történt, így amikor a DNP-t 1989-ben újjáalakították, többen hangsúlyozták: a párt soha sem szűnt meg.)

### Emigrációban
1949. február végén több képviselőtársával együtt Ausztriába menekült. Családja csak 1956-ban követte. 1953-ban végül az Egyesült Államokban telepedett le. Külföldre távozása után nem fordult el a politikától. Nyomban bekapcsolódott a politikai emigráció munkájába. 1949 novemberétől a Magyar Keresztény Népmozgalom Végrehajtó Bizottságának, 1950-től a Közép-európai Kereszténydemokrata Unió Magyar Tagozatának tagja. 1950-ben bekerült a magyar emigráció csúcsszervezetébe, a Magyar Nemzeti Bizottmányba is. 1956 után nem folytatta aktív politikai tevékenységét.

### A rendszerváltozás után
A rendszerváltás időszakában, amikor az emigrációból Kovács K. Zoltán vezetésével aktívan segítették az éledező Demokrata Néppárt újjászervezését, valamelyest ismét bekapcsolódott a pártéletbe, de már nem költözött haza. Az újjáalakult Demokrata Néppárt, azaz Kereszténydemokrata Néppárt mint a párt volt országgyűlési képviselőjét az országos pártvezetés tiszteletbeli tagjává választotta, valamint megkapta a Barankovics-emlékérmet.